# UGC 99
UGC 99 es una galaxia espiral localizada en la constelación de Pegaso.